# Rubbio
Der Rubbio war ein Maß für Getreide, Feld, Öl und Salz. Seine Gültigkeit besaß es im sogenannten Kirchenstaat Rom, aber auch in Ravenna, Rimini oder Ancona.
Dar halbe Rubbio wurde als Rubiatella bezeichnet.

## Getreidemaß
- 1 Rubbio = 8 Koppe zu 4 Provende = 286 Liter

In Bergamo in der Lombardei nannte er sich auch Peso und war
- 1 Rubbio = 1 Peso = 10 Libbra große = 25 Lirettas
- 1 Rubbio = 2 Rubbiatelle zu 2 Quarte zu 2 Quartarelle
- 1 Rubbio = 22 Scorzi zu 4 Quartucci
- 1 Rubbio = 294,46 Liter = 5,3576 preußische Scheffel = 47.876 Wiener Metzen
- 1 Rubbio = 64 Decina

## Salzmaß
Beim Salzmaß nahm man das Getreidemaß und teilte
- 1 Rubbio = 2 Quarte zu 6 Scorzi mit 4 Quartucci

In Rom galt
- 1 Rubbio =  2,945 Hektoliter
- 1 Rubbio = 8118,5 Pariser Kubikzoll

## Ölmaß
Beim Ölmaß in Turin war
- 1 Rubbio = 25 Libbre = 7,858 Liter, was einem Gewicht von 7,74 Kilogramm entsprach
- 1 Quintale = 6 Rubbio = 150 Libbre = 46,44 Kilogramm

## Feldmaß
- 4 Quarte zu 4 Scorzi zu 2 Quartucci oder 7 Quadrat-Catene
- 112 Quadrat-Catene = 186,46 Aren = 7,2246 preußische Morgen = 3,2048 Wiener Joch